# Francisco Usúcar
Francisco Andrés Usúcar Pasquetta (Montevideo, 17 aprile 1986) è un ex calciatore uruguaiano, di ruolo centrocampista.

## Carriera

### Club
Ha giocato nella massima serie dei campionati uruguaiano, australiano ed ecuadoriano.